# Microtropis shenzhenensis
Microtropis shenzhenensis är en benvedsväxtart som beskrevs av L.Chen och F.W.Xing. Microtropis shenzhenensis ingår i släktet Microtropis och familjen Celastraceae. Inga underarter finns listade.